# Furutsubaki-no-rei

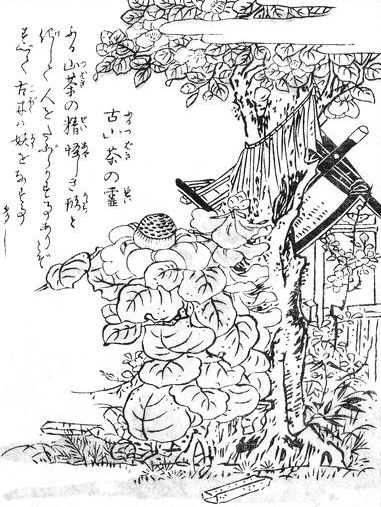
Furutsubaki-no-rei dal "Konjaku gazu zoku hyakki" di Toriyama Sekien.

Il Furutsubaki-no-rei (古椿の霊?, Spirito della vecchia camelia) è uno yōkai che si dice abiti e si sviluppi da vecchi alberi di camelia.

## Descrizione
Secondo il "Konjaku gazu zoku hyakki" di Toriyama Sekien uno spirito dimora in un vecchio albero di camelia, trasformandosi in un albero che inganna le persone. Questo yōkai della camelia era ampiamente conosciuto durante i periodi Bunka e Bunsei quando le storie di fantasmi (kaidan) erano popolari e rimasero presenti in molti racconti popolari.
Ancora oggi, l'aspetto e il comportamento dei fiori di camelia che cadono ricordano il significato della morte e per questo motivo, è vietato donarli ai pazienti ricoverati in ospedale. Si dice che l'immagine legata al fiore sia all'origine della leggenda di questo yōkai.
L'aspetto dello spirito che risiede all'interno dell'albero di camelia ricorda una bellissima donna, incarnando la bellezza del fiore di camelia. L'inganno o l'incantesimo compiuto dallo spirito varia a seconda della vittima. Comunemente, lo spirito spaventa le vittime quando si avvicinano all'albero, mentre in rare occasioni le vittime scompaiono misteriosamente con lo spirito. Si crede inoltre che il pianto dello spirito di notte possa essere udito come un avvertimento, che segnala che una tragedia si verificherà nel villaggio o nella città in futuro.
Aspetto
Ha l'aspetto di una giovane e bella donna in kimono. Si dice che il vero aspetto del Furutsubaki-no-rei assomigli a un albero grottesco con teste rosse deturpate che spuntano dal suo tronco. L'aspetto simboleggia il comportamento del fiore di camelia perché, a differenza di altri fiori, i petali dei fiori di camelia cadono tutti insieme. I fiori rossi che cadono dal ramo sono simili a una testa che cade dal collo di una persona sotto la spada.
Origine
Si ritiene che gli yōkai abbiano avuto origine in un villaggio situato vicino all'altopiano di Kuju. Esistono diverse storie sulla nascita del Furutsubaki-no-rei. Una di queste narra di un grande albero che dominava un villaggio ben nascosto nella foresta. L'albero produsse splendidi fiori insieme a quelli circostanti per molti decenni. Un giorno, un giovane trovò l'albero e ne colse uno, ammirandone la magnifica bellezza. Da allora, donne e uomini del villaggio ne cercarono i fiori per usarli come ornamenti e decorazioni. Man mano che sempre più persone ne prendevano, l'albero iniziò ad appassire finché, una primavera, fu lasciato appassire. Dopo i continui maltrattamenti, l'albero provò rabbia e, con questa nuova emozione, iniziò a produrre fiori ancora più belli. Di nuovo, un altro abitante del villaggio cercò il bellissimo fiore dall'albero e fu trovato senza vita vicino all'aiuola intorno all'albero dopo pochi giorni. La morte rimase un mistero finché una coppia di un altro villaggio non visitò l'albero per raccogliere il suo fiore, anche se solo la donna tornò indietro urlando e gridando agli abitanti del villaggio che il suo amante era stato rapito da un fantasma. Da allora, chiunque si avventurasse nella foresta e osasse raccogliere il fiore dell'albero e sopravvivesse, avrebbe detto che una bella donna sarebbe stata vicino all'albero.

## Leggende
Storia di fantasmi della prefettura di Yamagata "Tsubaki-onna"
Durante il periodo Tenmei, due mercanti passeggiavano nei pressi della città-castello di Yamagata. Mentre attraversavano la città e raggiungevano un passo di montagna, una donna apparve improvvisamente accanto a uno dei mercanti. Quando la donna soffiò sul mercante, questi si trasformò in un'ape.
La donna scomparve in un albero di camelia velenosa che fioriva in una strada laterale, e l'ape trasformata del mercante fu risucchiata dal fiore. Il fiore cadde a terra con un tonfo. Quando l'altro mercante lo raccolse, l'ape era già morta. Il mercante andò al tempio con il fiore e raccontò al sacerdote l'accaduto. Il sacerdote disse che si raccontava di persone scomparse lungo la strada e che la colpevole doveva essere la donna. Il sacerdote recitò i sutra con tutto il cuore nel tentativo di far rivivere il mercante, ma non riuscendoci, seppellì l'ape nel terreno insieme a un fiore di camelia (Tuttavia, la fonte di questa storia, il "Tohoku Kaidan no Tabi", è famosa per contenere molte leggende yōkai inesistenti inventate dall'autore Yamada Norio).
Folclore della prefettura di Akita
Un fenomeno misterioso si verificò al tempio Kanmanji di Kisakata, nella città di Nikaho. Un uomo stava camminando nei pressi del tempio a tarda notte quando una camelia nel giardino emise un lamento triste e, pochi giorni dopo, la sfortuna colpì il tempio. Simili strani fenomeni continuarono a verificarsi e l'albero divenne noto come la "Camelia che piange di notte", un albero che predice sventure per il tempio. L'albero esiste ancora oggi, ha 700 anni ed è annoverato tra le sette meraviglie del tempio. 
Folclore della prefettura di Gifu
Accadde nel villaggio di Aohaka, nel distretto di Fuwa, prefettura di Gifu, attualmente città di Ōgaki. Quando nel villaggio fu scavato un tumulo funerario, furono rinvenuti antichi specchi e ossa, ma lo scavatore morì a causa di una maledizione. Gli abitanti del luogo restaurarono la tomba al suo stato originale e vi piantarono sopra una camelia. Da allora si dice che se si passa di notte vicino al tumulo funerario, la camelia si trasforma in una bellissima donna e splende lungo la strada; in seguito la camelia cominciò a essere chiamata Bake-tsubaki (化け椿?).
Yōkai della provincia di Higo (attualmente prefettura di Kumamoto) "Kishinbo"
Una fiaba popolare yōkai tramandata nella provincia di Higo. Si dice che quando si ricava un pestello di legno da un albero di camelia, questo fa rinascere l'albero.